# Ruth Padel

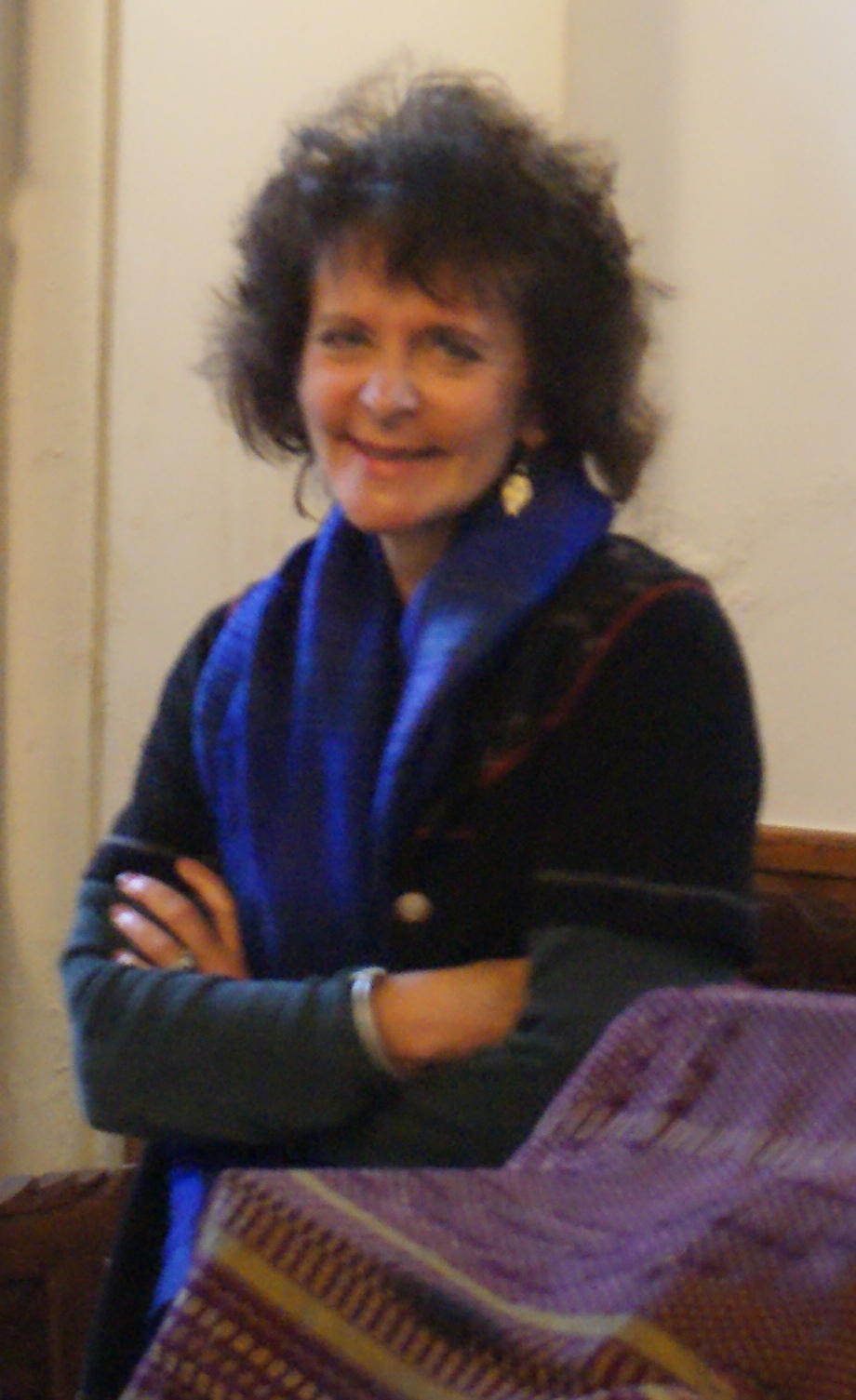
Ruth Sophia Padel

Ruth Sophia Padel (* 8. Mai 1946 in London) ist eine britische Dichterin und Klassische Philologin. Sie war im Jahr 2009 die erste Frau in der rund 300-jährigen Geschichte des Lehrstuhls Oxford Professor of Poetry, trat allerdings einige Tage nach ihrer Wahl unter öffentlichem Druck zurück.

## Leben
Padel ist eine Nachfahrin des Naturforschers Charles Darwin.
Sie studierte Griechisch in Oxford, wo sie auch promovierte. Von 1974 bis 1984 lehrte sie in Oxford und zwischenzeitlich auch am Birkbeck College sowie in Princeton. 1984 unterbrach sie ihre akademische Laufbahn, heiratete den Philosophie-Professor Myles Burnyeat und widmete sich dem Schreiben von Gedichten. 1985 wurde eine erste kurze Sammlung veröffentlicht, außerdem wurde Padel in diesem Jahr Mutter einer Tochter. 1990 wurde mit Summer Snow das erste vollwertige Buch mit Padels Gedichten veröffentlicht. Diesem folgten mehrere weitere Gedichtbände sowie einige Sachbücher.
Am 16. Mai 2009 wurde sie zum Oxford Professor of Poetry gewählt. Favorit bei der Wahl war ursprünglich Derek Walcott gewesen, dieser hatte seine Kandidatur allerdings aufgegeben, nachdem ihm in über 100 Briefen, die anonym an Oxford-Professoren verschickt worden waren, sexuelle Belästigung vorgeworfen worden war. Neun Tage nach ihrer Wahl trat Padel zurück, da ihr vorgeworfen wurde, sich durch die Weitergabe von Informationen an Journalisten an der Schmutzkampagne beteiligt zu haben.
2016 wurde Padel in die Jury des neu umstrukturierten Man Booker International Prize berufen.

## Werke

### Gedichte
- 1985: Alibi
- 1990: Summer Snow
- 1993: Angel
- 1996: Fusewire
- 2002: Voodoo Shop
- 2004: Soho Leopard
- 2009: Darwin: a life in poems

### Sonstiges
- 1983: Woman: Model for Possession by Greek Daemons
- 1992: In and Out of Mind: Greek Images of the Tragic Self
- 1995: Whom Gods Destroy: Elements of Greek and Tragic Madness
- 1998: Rembrandt Would Have Loved You
- 2000: I’m a Man: Sex, Gods and Rock ’n' Roll
- 2002: 52 Ways of Looking at a Poem: How Reading Modern Poetry Can Change Your Life
- 2005: Tigers in Red Weather